# Österbottniska nationen, Uppsala
Österbottniska nationen, latinskt namn Natio Ostrobothniensis, var namnet på en äldre studentnation vid Uppsala universitet. 

## Historia
Nationen bildades cirka 1656. Vid denna tid räknades Österbotten som ett norrländskt landskap och dess studenter grupperades tillsammans med västerbottningar, ångermanlänningar och medelpadingar. Vid sidan av den österbottniska nationen fanns tidvis även en finsk nation som grupperades tillsammans med den liviska och germanska nationen. 1673 bröt sig studenter från södra Finland, aboenses, ur den österbottniska nationen och bildade den kortlivade Sörfinne nation. Ca år 1781 uppgick den Österbottniska nationen i den Finska nationen.

## Inspektorer
Mellan åren 1663 och 1667 delade österbottningar, västerbottningar, ångermanlänningar och medelpadingar på tre inspektorer. 
- Daniel Sidenius 1663-1667
- Petrus Gavelius 1663-1667
- Johannes Buskagrius 1663-1667
- Magnus Celsius 1667-1679?
- Petrus Lagerlöf 1683-1699
- Joh. And. Esberg 1699-1712
- Johannes Steuchius 1712-1734?
- Erik Benzelius 1725-1726
- Anders Grönwall 1730-1749?
- Gabriel Mathesius 1750-1752
- Petrus Ekerman 1752-1779